# Vesly (Mancha)
 Vesly  es una comuna y población de Francia, en la región de Baja Normandía, departamento de Mancha, en el distrito de Coutances. Está repartida entre los cantones de Lessay y La Haye-du-Puits.
Está integrada en la Communauté de communes du Canton de Lessay.

## Demografía
| 693 | 646 | 568 | 522 | 535 | 541 |
| Para los censos de 1962 a 1999 la población legal corresponde a la población sin duplicidades (Fuente: INSEE [Consultar]) |     |     |     |     |     |

Su población en el censo de 1999 era de 541 habitantes, incluyendo la commune associée de Gerville-la-Forêt (de 76 habitantes e incluida en el cantón de La Haye-du-Puits).